# Billboard Pop 100
La Billboard Pop 100 è stata una classifica musicale che ha fatto il suo debutto nel febbraio del 2005. Veniva pubblicata ogni settimana dalla rivista Billboard negli Stati Uniti fino alla sua sospensione nel settembre 2009.
La classifica si basava sui passaggi radio nelle maggiori stazioni radio commerciali, sulle vendite dei singoli e sui download digitali.
La classifica fu creata in risposta alle critiche alla Billboard Hot 100. Queste critiche sostenevano che la classifica era imparziale con le canzoni non ritmiche e di conseguenza era difficile per le canzoni pop, rock e country entrare nella top ten.
La classifica ha debuttato il 12 febbraio 2005, e la prima canzone che è riuscita a raggiungere la prima posizione è stata "1, 2 Step" di Ciara featuring Missy Elliott. La canzone che invece era prima nella data della pubblicazione finale il 27 giugno 2009 era "Boom Boom Pow" dei The Black Eyed Peas.
Dopo la prima pubblicazione della Pop 100, anche la Hot 100 cambiò il suo formato includendo anche i download digitali per la sua redazione; precedentemente la classifica si basava sui passaggi radio e sulle vendite dei singoli.

## Pop 100 Airplay
La classifica Pop 100 Airplay è stata creata nel 2005 ed era curata e pubblicata ogni settimana dalla Billboard negli Stati Uniti. Misurava quante volte vengono trasmesse le canzoni sulle radio commerciali, e aiutava a determinare l'andamento della Pop 100.